# Shane
Shane (Brasil: Os Brutos Também Amam / Portugal: Shane) é um filme de faroeste Technicolor americano de 1953 da Paramount Pictures, conhecida pela sua paisagem cinematográfica, edição, performances e contribuições para o gênero. O filme foi produzido e dirigido por  George Stevens. O roteiro é de A.B. Guthrie Jr., adaptado do romance de mesmo nome de 1949 de Jack Schaefer. Sua cinematografia vencedora do Oscar foi de Loyal Griggs. Shane estrela Alan Ladd e Jean Arthur no último longa-metragem (e único colorido) de sua carreira. O filme também mostra Van Heflin e apresenta Brandon deWilde, Jack Palance, Emile Meyer, Elisha Cook Jr. e Ben Johnson.
O American Film Institute incluiu Shane em sua lista dos melhores filmes americanos em 1998, no 69º lugar e novamente em 2007, quando subiu para o 45º lugar.

## Sinopse
O filme conta a história do misterioso pistoleiro chamado Shane, recém-chegado a uma região de assentamentos e pequenos sitiantes num vale do Wyoming. Os colonos lutam por seus direitos contra os grandes criadores de gado, que controlam a maior parte da terra, e Shane logo se envolve no conflito.
Shane, que quer mudar de vida, aceita trabalhar na pequena fazenda de Starret. Ele sente-se atraído pela esposa de Starret, a charmosa Marian. O filho de Starret, Joey, logo se interessa por Shane e descobre o seu cinturão com uma pistola, que o cowboy havia escondido. O rapaz assiste boquiaberto a Shane, quando este lhe mostra a sua habilidade com as armas, disparando vários tiros certeiros em diferentes alvos. Shane torna-se um ídolo para Joey.
A tensão entre as facções em conflito aumenta quando Ryker, o fazendeiro mais poderoso da região, contrata o temível pistoleiro Jack Wilson para pressionar os proprietários dos sítios. Depois de muitas provocações, Joe Starrett decide matar Wilson e Ryker para salvar a cidade, mas é impedido por Shane. Starrett e Shane lutam e o vencedor, Shane, vai para o duelo contra Wilson.

## Elenco
- Alan Ladd como Shane
- Jean Arthur como Marian Starrett
- Van Heflin como Joe Starrett
- Brandon deWilde como Joey Starrett
- Jack Palance (creditado como Walter Jack Palance) como Jack Wilson
- Ben Johnson como Chris Calloway
- Edgar Buchanan como Fred Lewis
- Emile Meyer como Rufus Ryker
- Elisha Cook, Jr. como Frank "Stonewall" Torrey
- Douglas Spencer como Axel 'Swede' Shipstead
- John Dierkes como Morgan Ryker
- Ellen Corby como Sra. Liz Torrey
- Paul McVey como Sam Grafton
- John Miller como Will Atkey, o bartender
- Edith Evanson como Sra. Shipstead
- Leonard Strong como Ernie Wright
- Nancy Kulp como Sra. Howells

## Principais prêmios e indicações
Oscar 1954 (EUA)
- Venceu na categoria de melhor fotografia colorida.
- Indicado nas categorias de melhor ator coadjuvante (Brandon De Wilde e Jack Palance), melhor diretor, melhor filme e melhor roteiro adaptado.

BAFTA 1954 (Reino Unido)
- Indicado nas categorias de melhor filme de qualquer origem e melhor ator estrangeiro (Van Heflin).

## Shanena cultura popular
- Shane aparece numa série de televisão de 1966, interpretado por David Carradine.
- Clint Eastwood dirigiu um semi-remake de Shane, chamado Pale Rider (Cavaleiro Solitário, no Brasil).
- Sergio Leone em Per qualche dollaro in più (Por uns dolares a mais, no Brasil), fez uma homenagem à seqüência em que Shane foi visto atirando, pelo garoto.
- Em uma tira de Snoopy, de Charles Schulz, o cãozinho se veste de cowboy. Woodstock diz: Volte Shane!, em seu dialeto característico.
- Shane foi mencionado como o melhor filme para Al Budy, no seriado de televisão Married with Children.
- Nos quadrinhos do X-Men Ultimate, Tempestade compara o nômade Wolverine com Shane, dizendo from town to town, righting wrongs (de cidade em cidade, corrigindo erros).
- Na série de televisão do Batman, Cliff Robertson interpreta um vilão chamado "Shame" (trocadilho em inglês, misturando Shane com shame (vergonha)). Sua roupa é idêntica a de Shane, e um garoto diz: Come back, Shame!, quando Batman o leva para a prisão.
- No filme Goodfellas (Os Bons Companheiros, no Brasil), o personagem de Joe Pesci antes de atirar no pé do garçom, pergunta ao personagem de Robert De Niro: What was that cowboy movie that starred Humphrey Bogart? (qual o filme de cowboy estrelado por Humphrey Bogart?), e De Niro responde, brincando: Shane. Mas o filme era The Oklahoma Kid, no qual o pistoleiro atira no chão fazendo os outros dançarem.
- Na série animada "Hey Arnold" da Nickelodeon, no episódio "nado sincronizado" foi feita uma referência ao filme porém, o nome "Shane" foi trocado por "Wayne" e a icônica frase foi substituída por "Wayne! Wayne! Volte Wayne".
- Em "Logan", Charles Xavier assiste Shane e o discurso final para Joey é mostrado com ênfase.